# الاتحاد الإفريقي الشعبي الزيمبابوي
الاتحاد الأفريقي الشعبي الزيمبابوي (بالإنجليزية: Zimbabwe African People's Union )‏ هو حزب سياسي زيمبابوي، أسس في 17 ديسمبر 1961، وحل في 22 ديسمبر 1987، يقع مقره في هراري، ولوساكا.

## أعضاء بارزون
- كود سباركل
- تحديث القائمة

- روبرت موغابي (1961 - 1963)
- جوشوا نكومو
- Dumiso Dabengwa
- Witness Mangwende
- James Chikerema
- Naison Ndlovu
- Enos Mdlongwa
- Judith Todd
- Tichafa Samuel Parirenyatwa